# Цифу Мумо
Цифу Мумо (кит. 乞伏暮末, пиньинь Qǐfú Mùmò, ?-431) — сяньбийский вождь, последний правитель государства Западная Цинь.

## Биография
В источниках не имеется ни года рождения Цифу Чипаня, ни сведений о том, кто была его мать. Впервые он упоминается в источниках в 420 году, когда его отец Цифу Чипань объявил Цифу Мумо наследником престола; в это время Цифу Мумо уже был генералом. В 424 году отец отправил Цифу Мумо вместе с дядей Цифу Муиганем в поход против государства Северная Лян, который завершился успехом. Однако когда в 426 году Западная Цинь отправила на Северную Лян крупное войско под командованием Цифу Мумо, северолянский правитель Цзюйцюй Мэнсюнь отправил послов в хуннское государство Ся с предложением совместных действий, и под ударами с двух сторон Западная Цинь потерпела серьёзное поражение. В 428 году Цифу Чипань скончался, и Цифу Мумо унаследовал престол.
Узнав о смерти Цифу Чипаня, Цзюйцюй Мэнсюнь предпринял крупное наступление на Западную Цинь. Стремясь достичь мира, Цифу Мумо вернул генерала Цзюйцюй Чэнду, взятого в плен ещё в 422 году. Мирное соглашение было заключено, однако всего через несколько месяцев Цзюйцюй Мэнсюнь возобновил нападения на Западную Цинь.
В 429 году Цзюйцюй Мэнсюнь предпринял ещё одно крупное нападение на Западную Цинь, однако в ходе боёв его сын и наследник Цзюйцюй Синго попал в плен, и войскам Северной Лян пришлось отступить. Цзюйцюй Мэнсюнь предложил выкупить сына, но Цифу Мумо ответил отказом. Цифу Мумо сделал Цзюйцюй Синго своим чиновником и выдал за него замуж свою сестру.
Помимо нападений Северной Лян и интриг родственников, Цифу Мумо пришлось встретиться и с другими проблемами. В конце 429 года произошло крупное землетрясение, а в 430 году на страну обрушилась засуха. Большинство подданных разбежалось, и Цифу Мумо решил сдаться набирающей силу империи Северная Вэй. Ему было обещано, что после того, как Северная Вэй уничтожит государство Ся, принадлежащие в настоящее время Ся округа Пинлян и Аньдин будут выделены ему в личный удел. Взяв с собой оставшиеся 14 тысяч семей и предав столицу огню, Цифу Мумо, захватив государственную казну, двинулся к Шангую чтобы там соединиться с войсками Северной Вэй. Услышав об этом, правивший в Ся Хэлянь Дин перехватил их, вынудив занять оборону в Наньане. К тому моменту Наньань оставался последним городом под властью Цифу Мумо; все земли к западу уже попали под власть государства Тогон.
Зимой 430 года к Наньаню прибыли северовэйские войска, чтобы сопроводить Цифу Мумо на территорию Северной Вэй. Однако Цифу Мумо, которого генерал Цифу Цзипи убедил, что ещё не всё потеряно, и что государство ещё можно удержать, отказался, и войска ушли без него.
Весной 431 года Хэлянь Дин, у которого самого уже почти вся территория была захвачена Северной Вэй, осадил Наньань. Не имея иного выбора, Цифу Мумо сдался и был доставлен к Хэлянь Дину, который казнил его самого и 500 человек из его рода. Государство Западная Цинь прекратила своё существование.